# Щукоциці
Щукоциці (пол. Szczukocice) — село в Польщі, у гміні Ґошковиці Пйотрковського повіту Лодзинського воєводства.
Населення — 251 особа (2011).
У 1975-1998 роках село належало до Пйотрковського воєводства.

## Демографія
Демографічна структура станом на 31 березня 2011 року:
|          | Загалом | Допрацездатний вік | Працездатний вік | Постпрацездатний вік |
| -------- | ------- | ------------------ | ---------------- | -------------------- |
| Чоловіки | 127     | 25                 | 87               | 15                   |
| Жінки    | 124     | 30                 | 57               | 37                   |
| Разом    | 251     | 55                 | 144              | 52                   |